# Vino de Georgia

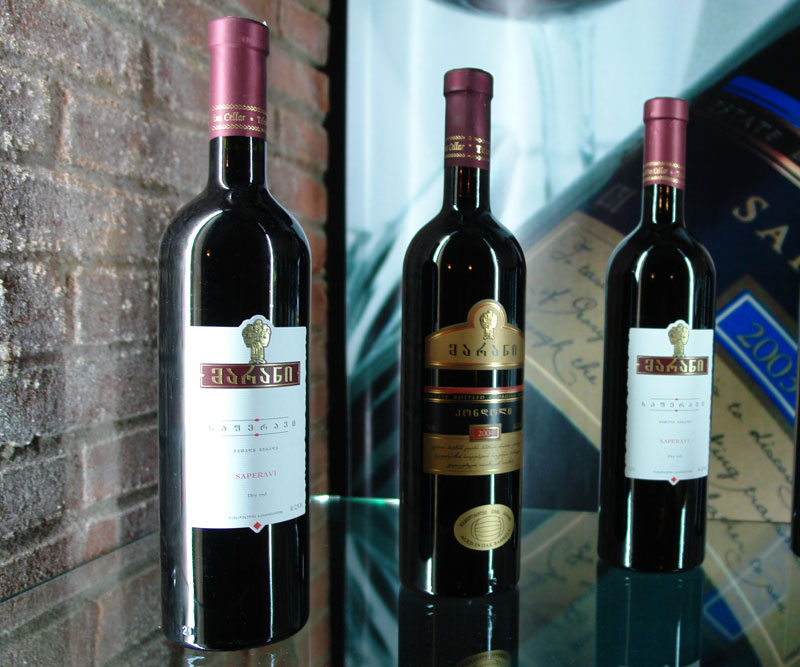
Vinos de Georgia.

El vino de Georgia es el vino producido por la viticultura de Georgia, una de las más antiguas del mundo y probablemente cuna del vino. Las primeras huellas de viticultura y vinificación, con una antigüedad de hace 8000 años, se encuentran en este país con la producción de vinos en kvevri (vasijas de barro para vino). Los viñedos del país cubren una superficie de 48.000 ha, con cerca de 500 cepas autóctonas y 18 DOP. Los vinos georgianos representan un fenómeno cultural ancestral vinculado al folklore, la historia, la literatura y la música georgianas.

## Historia
Una leyenda del país cuenta que Santa Ninó, considerada como la madrina de Georgia, llegó en el año 326 a esta región desde Capadocia (Turquía), y que llevaba en su cabello una cruz hecha de sarmiento. El sarmiento de la uva está muy presente en los cuentos, historias, leyendas y canciones georgianas.
Según la historia de Georgia, este territorio caucásico fue la zona de origen del sarmiento de uva y cuna de la viticultura, a principios del neolítico; la hoja de parra encontrada en el territorio georgiano y su datación arqueológica, así como los restos arqueológicos de tinajas con semillas datados en la época de bronce y además otros descubrimientos arqueológicos, parecerían confirmar dicha tesis. Asimismo en algunas de las excavaciones geológicas realizadas en el territorio del país fueron encontradas herramientas de vinicultura, como prensas de piedra y diferentes recipientes para vino, hechos de metal o barro- todos datados del II y III A.C. En el siglo IX d. C., en la antigua ciudad de Iqaltho se creó la Academia de Educación, uno de cuyos propósitos era desarrollar las antiguas tradiciones vinicultoras.
En los periodos posteriores, con el desarrollo de viticultura y vinicultura en Georgia, aparecen cepas nativas de mérito y se forma división en regiones por las cepas. Se elaboraron los métodos regionales de la producción, y el más utilizado de ellos es el de Kajeti. La construcción de vasijas para almacenamiento y envejecimiento, especie de tinaja Kvevri mejoraron la producción de vinos. La región con mayor producción y viticultura es el este de Georgia – una región llamada “Kajeti” que hoy día sigue siendo el centro de la viniviticultura Georgiana. “Alazanis Vely” o “El Valle de Alazani” es el lugar más famoso en Kajeti por su vinicultura, ubicada a la altura de 200-500 metros por encima de nivel del mar y se ubica en un territorio de 110 km de noroeste a sureste de la región. 
La uva da la vendimia se lleva al marani o bodega, donde se deposita la uva en los sacjenli recipientes de madera consistentes en troncos vaciados, similares a las artesas. En su origen, la uva se aplastaba con los pies y el mosto corría por los canales hasta las tinajas (Kvevri) de fermentación y conservación.

## Métodos vinicultores de Georgia
El este de Georgia (Kajetia), es la región principal de vinicultura georgiana, que a su vez se divide en microzonas que gozan de sus propiedades específicas. Alazanis Vely, la perla de Kajeti, dentro de cual están ubicadas microzonas como Kindzmarauli, Gurdjaani, Ajasheni, Tsinandali. Khindzmarauli ocupa un espacio de 120 hectáreas en un lugar específico en las orillas del río Alazani, el río principal del Valle Alazani. La tierra en este lugar es arenosa debido al desbordamiento del río. Es el factor principal que le otorga el sabor inigualable al vino Khindzmarauli.

### El valle de Alazani
Uno de los métodos de creación de vino, más utilizado, es el de Kajeti, el hito del cual está en añejamiento y almacenaje del vino en cubas especiales llamados “kvevri”, que tienen una forma conoidal. Estas jarras se entierran y solamente se deja la apertura. La capacidad de esos toneles llega a 500 Lit. La sumersión del “kvevri” permite lograr una temperatura permanente (alrededor de 14 C) para fermentación y almacenaje del mosto. Este fenómeno permite conservar la calidad impecable del vino por un largo periodo. Para conseguir el mosto perfecto, la uva se aplastaba con los pies que permitía dejar la semilla intacta, un método muy tierno, ya que al romper la semilla le da un sabor amargo al vino. La fermentación del vino tinto se demora de 4 a 5 días junto con el orujo, después de esto, el líquido se separa del orujo y se coloca en otro recipiente. El orujo se exprime nuevamente y se consigue más líquido para el vino. Para el vino blanco la fermentación completa se hace con el orujo, este proceso lleva alrededor de 7 a 8 días. Precisamente, la fermentación del vino junto al orujo le da un toque de asperillo agradable, lo cual es característico para los vinos Georgianos. 
En los tiempos de la Unión Soviética por lo general se cultivaban las cepas cuales no exigían de mucha atención, y por eso las cepas más apreciadas, como por ejemplo Mtsvane y Tsitskho hoy día es una rareza en Georgia. Su regeneración apenas está empezando. El uso frecuente de las cepas híbridas, conseguido con método de selección y con intención de aumentar productividad, hoy día está obligando a los vinicultores conseguir acceso a búsqueda de las cepas puras de Sapheravi y Rkhatsitheli, que aumenta el trabajo duro de mejorar la calidad de vinos georgianos. Aun así, la calidad de los vinos georgianos resaltaba por su excelencia.
Las viñas de la zona Tsinandali tienen ventajas en la ubicación para vinicultura. El asunto es que las viñas están ubicadas en declive dirigido al norte. En Kajeti la cantidad de horas solares es grande, lo que aumenta el contenido del azúcar en proceso de maduración de la fruta. Para la producción de los vinos secos no es necesario tanto azúcar. El declive nórdico reduce la cantidad de la luz solar que recibe la fruta; proporcionalmente se reduce el contenido del azúcar en las uvas, pues este fenómeno permite la producción de los vinos secos. Además hay posibilidad de producción de los vinos semisecos y semidulces. Para elaboración de estos tipos de vinos, según la tecnología georgiana, el mosto se lleva a la temperatura cercana de 0 °C, como el efecto todas las bacterias de levaduras se mueren y queda como vinote (sedimento), después de eso el vino pasa por una fina y repetida filtración. El azúcar que quedó en el vino y no entró en proceso de fermentación junto con las bacterias vinícolas, le da un sabor dulce natural al vino. Las tendencias modernas en vinicultura georgiana nos dejan de desear el mejoramiento intrínseco de calidad de vino. Hoy día se puede nombrar unos cuantos productores líderes, los cuales van a definir estándar de la calidad de los vinos Georgianos.

## Los vinos y las cepas
Los vinos y las cepas de Georgia por lo general tienen denominación de origen. He aquí unas cuantas variedades más conocidas de Georgia.

### Vinos secos de mesa
- Tsinandali- vino de alta calidad, el orgullo de vinicultores georgianos. Se produce de las cepas Rkhatsitheli y Mtsvane, cultivados en región de Telavi y Qvareli. Durante tres años este vino es añejado en las cubas de madera de roble en las bodegas de Tsinandali. El vino obtenido posee un color paja-ligero y un fino buqué frutal y un sabor suave y delicado. El contenido de Alcohol es de 10.5-12%, la acides es de 6-7.5%. Es un vino muy popular. En concursos internacionales ganó 10 medallas de oro y 9 de plata.
- Gurdjaani- vino de un color paja-ligero con buqué y aroma delicado frutal, y sabor fino, armonioso, un poco agrio. Se produce de las cepas Gurdjaani y Mtsvane, cultivadas en Gurdjaani, Signaji y Sagaredjo en Kajeti. Durante tres años este vino es añejado en las cubas del roble en las bodegas de Gurdjaani. Alcohol 10.5-12% acides 5.5-7%. Tiene 1 medalla de oro 9 de plata y 1 de bronce.
- Napherauli blanco - un buen vino blanco de color paja-ligero. Posee un buqué fino con el aroma frutal y generoso. Cepa utilizada Rkhatsitheli. Durante tres años este vino es añejado en las cubas del roble en las bodegas de Napherauli (Kajeti). Alcohol 10-12%, acides 6-7.5%. Tiene 1 medalla de oro, 6 de plata, 1 de bronce.
- Rkhatsitheli- el vino de Kajeti de alta calidad, hecho de cepa con mismo nombre, se cultiva en pueblo Kardanaji, y es fermentado con método de Kajeti. El vino posee un color de ámbar oscuro y un agradable buqué frutal, aroma y un sabor templado armonioso. Alto extracto y viscosidad le otorgan un sabor original al vino. Rkhatsitheli es madurado por un año en las cubas del roble. Alcohol 11.5-13%, acides 4-6%. Tiene 1 medalla de oro, 1 de plata, 2 de bronce.
- Theliani- uno de los mejores vinos rojos de mesa. Se caracteriza por su aroma fino y templado con el olor de violeta y su precioso color de rubí oscuro. Es hecho con la cepa Caberne, criado en pueblo Theliani de Kajeti. Durante tres años este vino es añejado en las cubas del roble en las bodegas de Theliani. Alcohol 10.5-12%, acides 5.5-7%. Tiene 4 medallas de oro, 6 de plata.
- Napherauli tinto- es vino único hecho con la cepa, que se cultiva en la orilla izquierda del río Alazani. Durante tres años este vino es añejado en las cubas del roble. Se caracteriza con un bello color de granada-oscuro, un buqué rico y templado y un sabor armonioso. Alcohol 11-12.5%, acided 5-7%. Tiene 6 medallas de oro y 2 de plata.
- Mukuzani- vino tinto, que está entre los primeros vinos tintos en la lista. Es hecho con la cepa Sapheravi, cultivado en pueblo Mukuzani de Kajeti. Durante tres años este vino es añejado en las cubas del roble. El color de vino es granada oscuro, posee un sabor y aroma muy característico que es difícil de olvidar. Su alto extracto es armonioso. Alcohol 10.5-12.5%, acides 6-7%. Posee 8 medallas de oro, 4 de plata y 2 de bronce.

### Vinos semi dulces
- Alazanis vely- vino blanco hecho con las cepas Rkhatsitheli, Thetra, Tsolikauri entre otras cepas industriales, cultivados tanto en el este como en el oeste de Georgia. Posee color de paja con aroma característico, un sabor fino fresco y armonioso. Alcohol 9-11%, acides 6-7%.
- Jvanchkará- un vino tinto natural y precioso hecho con las cepas Aleksandrouli y Mudjuretuli, cultivado en los viñedos de Jvanchkará en oeste de Georgia. El vino posee un buqué fuerte específico y sabor terciopelo armonioso con unas notas de frambuesa. El color es rubí oscuro. Este vino semi dulce es uno de los más populares en Georgia. Alcohol 10.5-12%, azúcar 3-5%, acidez 5-7%. Por su gran sabor fue premiado con 2 medallas de oro y 4 de plata.
- Khindzmarauli- El vino tinto de alta calidad, semi dulce, natural posee un color tinto intenso. Es hecho con la cepa Sapheravi, cultivado en declives de la cordillera de Cáucaso en Qvareli pueblo en Kajeti. Posee un característico aroma y buqué, un sabor noble y armonioso. Su sabor peculiar y sus cualidades, hacen ese vino fácil de reconocer. Alcohol 10.5-12%, azúcar 3-5%, acides 5-7%. Es condecorado en los concursos internacionales 3 medallas de oro, 4 de plata y 1 de bronce.

### Vinos espumosos
- Aisi- vino espumoso hecho con las cepas Sapheravi, Aleksandrouli, Odjaleshi, Mudjuretuli entre otras cepas industriales cultivadas en el este y oeste de Georgia. Un vino rosa con un buqué fresco y un sabor armonioso. Alcohol 10.5-12.5%, acidez 6-7%
- Therdjola- vino tinto espumoso hecho con cepas Otsjanuri-Saphere, Aleksandrouli, Mudzuretuli, Tsitska, cultivados en oeste de Georgia. El vino se caracteriza por su sabor armonioso con aroma frutal y un intenso color tinto. Alcohol 10.5-12.5%, azúcar 3-5%, acides 5-7%.
- Tbilisi- vino hecho con cepas Sapheravi, Thavkhveri, Chinuri y Goruli-Mtsvane, cultivados en las regiones de Kartli y Kajeti. Tiene un intenso color tinto y posee un sabor armonioso agradable y aroma frutal. Alcohol 10.5-12.5%, azúcar 4-6%, acidez 5-7%.
- Guruli shushjuna (espumoso)- vino tinto hecho con cepa tinta Isabela. Es de color granada y tiene un buqué característico y un sabor ligero, fresco y armonioso. Alcohol 9-11%, acidez 5-8%.

### Algunas cepas
- Chjaveri- cepa blanca, cultivada en Oeste de Georgia en las regiones Qzurgeti Chojatauri y Gudauti. Es utilizada para crear vinos blancos semi dulces.
- Aleksandrouli- cepa tinta, georgiana, única. Es utilizada para crear vinos de mesa y vino semi dulces de calidad.
- Tsolikhauri- es una cepa blanca muy popular en oeste de Georgia. Los viñedos de Tsolikauri toman el segundo lugar después de Rkhatsitheli. Es utilizada para crear vinos de mesa y vinos semi dulces de calidad.
- Mtsvane -(verde) una de las mejores cepas blancas. Cultivada en Kajeti. Los vinos de mesa, por lo general vinos jóvenes, producidas a base de esta cepa, son de buena calidad con un fuerte y agradable aroma floral. Mtsvane es bueno para elaboración de vinos fuertes.
- Saperavi (tinte)- cepa tinta Georgiana, de maduración tardiza, recibió su nombre porque las frutas están ricas en tinte.
- Rkhatsitheli (sarmiento rojo)- cepa blanca. Su tierra natal y de cultivo es Kajeti. En vinicultura georgiana esta cepa toma un rol importante ya que a base de ella se elaboran los mejores vinos blancos y algunos rosados.

## Rituales y brindis
El kheiphi es un ritual realizado por el tamadá, oficiante elegido por el dueño de la casa para tomar la primera phiala o qantsi de vino, y es habitual en cumpleaños, bodas y funerales (donde hay un número predeterminado de siete brindis.